# 溶解度
溶解度（ようかいど、solubility）とはある溶質が一定の量の溶媒に溶ける限界量を言う。飽和溶液の濃度である。通常、溶ける溶質の質量[g]や、溶媒100 gに溶けている溶質の質量[g]などで表す。本来は無名数であるが、一般に[g/100g-溶媒の化学式]等の単位を付して表す。溶媒が水なら[g/100g-H2O]となる。溶解度は温度によって変化し、固体に関しては、温度が上がると溶解度が上がるものが多い（水酸化カルシウムCa(OH)₂のように、温度が上がると溶解度が下がる例外も存在する）。
気体の溶解度は一定温度で、1 atm（1気圧）の気体が溶媒1 mlに溶ける体積を標準状態（STP）に換算して表す。この溶解度は温度によって変化する。
化学の金言に「似たものは似たものを溶かす」と言われるものがある。これが意味するところは、極性分子は極性分子（水）に溶解し、非極性分子は非極性溶媒（例）油に溶解するという傾向のことである。このため溶媒同士でも水と油は溶けあわず分離し、水とエタノールではよく混和する。